# Platystoma seminationis
Platystoma seminationis  (лат.) — мелкая муха из семейства платистоматид (Platystomatidae).

## Описание
Длина тела составляет 7 мм. Крылья тёмные со светлыми пятнами-«окошками».

## Распространение
Вид широко распространен в Центральной Европе, однако достаточно неприметен.

## Образ жизни
Имаго часто встречается на опушках леса или живых изгородях, прежде всего, на растительности высотой до колена. Питается нектаром молочая кипарисового, а также фекалиями. Личинки поедают в земле грибы и поражённые грибами корни растения. Мухи имеют высокоразвитый, но до сих пор малоизученный ритуал ухаживания, во время которого самец и самка после танца сближения «целуются», прижав друг к другу свои хоботки на 5—15 секунд.